# Cseszneki Lőrinc
Cseszneki Lőrinc (okiratilag: 1293-1326), magyar főúr, országos báró, a Szent György Rend lovagja, bakonyi erdőispán, a Cseszneky család tagja, Cseszneki Miklós testvére.

## Élete
A Csete melléknéven is ismert Cseszneki Lőrinc Cseszneki Jakab királyi kardhordozó és trencséni főispán s Csák nembéli Trencséni Márk ismeretlen nevű leányának fia volt. Lőrinc testvéreivel (Szomor, Mihály, Pál, Miklós) együtt IV. Kun László király, majd az Árpád-ház kihalása után Károly Róbert rendíthetetlen híveként volt ismert, s emiatt többször konfliktusba került III. Andrással és I. Vencellel, s az őket támogató bárókkal. 
1296. április 25-én III. András király Cseszneki Jakab fiait hűtlenségük és számos garázdálkodásuk miatt a Nógrád megyei jenői várhoz tartozó ipolyviski birtokuktól megfosztotta s ezt Csák nembéli Csák fia Jánosnak adományozta. 
1300. augusztus 1-jén a hantai káptalan előtt Lőrinc megosztozott testvéreivel, s míg Csesznek vára közös tulajdonuk maradt, ő megkapta a Győr vármegyei gönyűi, árpási és bőnyi birtokokat. 
1300 végén Cseszneki Lőrinc a brebiri és németújvári grófokkal, Újlaki Ugrinnal, Rátóti Lóránttal szövetkezve Károly Róbertet Zágrábból Esztergomba vezette, ahol Gergely érsek a királyt 1301-ben megkoronázta. 1303-ban Vencel király Cseszneki Jakab fiainak ipolyviski birtokában Csák fia János mestert megerősítette, s előbb nevezetteket lefejezésre ítélte, mivel rokonukkal Csák nembéli Márk fia Istvánnal  szövetségben 1302-ben Buda ostromakor Károly Róbertet segítették, Budán nagy károkat okoztak, s ily módon hűtlenségbe estek. Az ítéletet nem sikerült végrehajtani, azonban trencséni várukat Csák Máténak sikerült elfoglalnia. 1308-24 között Lőrinc és fivérei többször harcoltak Károly Róbert seregében Erdélyben és az orosz határon.
Zaleukus (Szalók, más forrás szerint Lőkös) nevű fiát említik a krónikák.